# Giao An, Giao Thủy
Giao An là một xã thuộc huyện Giao Thủy, tỉnh Nam Định, Việt Nam.
Giao An là một trong 5 xã vùng đệm của Vườn quốc gia Xuân Thủy, diện tích 6,34 km², dân số năm 1999 là 7322 người, mật độ dân số đạt 1155 người/km², tập trung ở 22 xóm dân cư.
Trên địa bàn xã có 2 tôn giáo chính là Thiên chúa giáo và Phật giáo; có 4 đình làng, 4 chùa, 4 nhà thờ họ giáo, trong đó có đền Hành Thiện và chùa Hoành Lộ được cấp bằng công nhận Di tích lịch sử- văn hóa cấp tỉnh; có đồng chí Trần Văn Thuần – Anh hùng lao động.
Nguồn thu nhập chính của người dân Giao An là từ sản xuất nông nghiệp và nuôi trồng, đánh bắt thủy hải sản. Năm 2011, năng suất lúa bình quân đạt: 130,83 tạ/ha, bình quân lương thực đạt 550 kg/người, sản lượng thủy sản các loại đạt 1.300 tấn, thu nhập bình quân đầu người đạt 13 triệu đồng/người/năm.
Để thực hiện thắng lợi các mục tiêu phát triển kinh tế- xã hội và khai thác tốt tiềm năng kinh tế của địa phương, trong những năm qua, xã Giao An đang đầu tư khai thác phát triển du lịch sinh thái gắn với Vườn quốc gia Xuân Thủy, đồng thời huy động các nguồn lực để đẩy mạnh đầu tư xây dựng nông thôn mới với các công trình trọng điểm như: kiên cố hóa đê Điện Biên; hệ thống kênh mương; xây dựng đường giao thông nội đồng, đường, trường, trạm…
Các trường học được đầu tư xây dựng theo hướng trường chuẩn quốc gia. Hiện nay, trường Tiểu học đạt chuẩn quốc gia năm 2004, Trường Mầm non đạt chuẩn quốc gia năm 2007.